# Königreich Westphalen
Das Königreich Westphalen (französisch Royaume de Westphalie) war ein Satellitenstaat des Ersten Französischen Kaiserreichs. Erschaffen wurde es vom französischen Kaiser Napoleon Bonaparte nach dem Frieden von Tilsit (1807). König wurde sein jüngster Bruder, Jérôme Bonaparte. Sein Gebiet erstreckte sich über Teile der heutigen Bundesländer Nordrhein-Westfalen, Hessen, Thüringen, Sachsen-Anhalt, Niedersachsen, Hamburg und Bremen. Das Land stand politisch und militärisch unter der Kontrolle des Französischen Kaiserreichs und sollte hinsichtlich seiner modernen Staatsverfassung und Verwaltung Vorbild für die Politik der deutschen Staaten des 1806 gegründeten Rheinbunds sein. Das Königreich bestand sechs Jahre und endete mit Napoleons Niederlage in der Völkerschlacht bei Leipzig, in deren Folge seine Macht in Europa zusammenbrach. Die westphälische Verwaltung ging nach 1813 weitgehend in den Nachfolgekommissionen der wiederentstandenen preußischen, hessischen und hannoverschen Fürstenstaaten auf.
Neuzeithistoriker verwenden zur Bezeichnung des Königreichs die dem Französischen entlehnte Schreibweise mit „ph“, um es von der Landschaft, dem früheren Herzogtum sowie der späteren Provinz Westfalen des Staates Preußen zu unterscheiden. Diese Benennungsform war im deutschsprachigen Raum mehrheitlich nicht zeitgenössisch.

## Entstehen und Zielsetzung

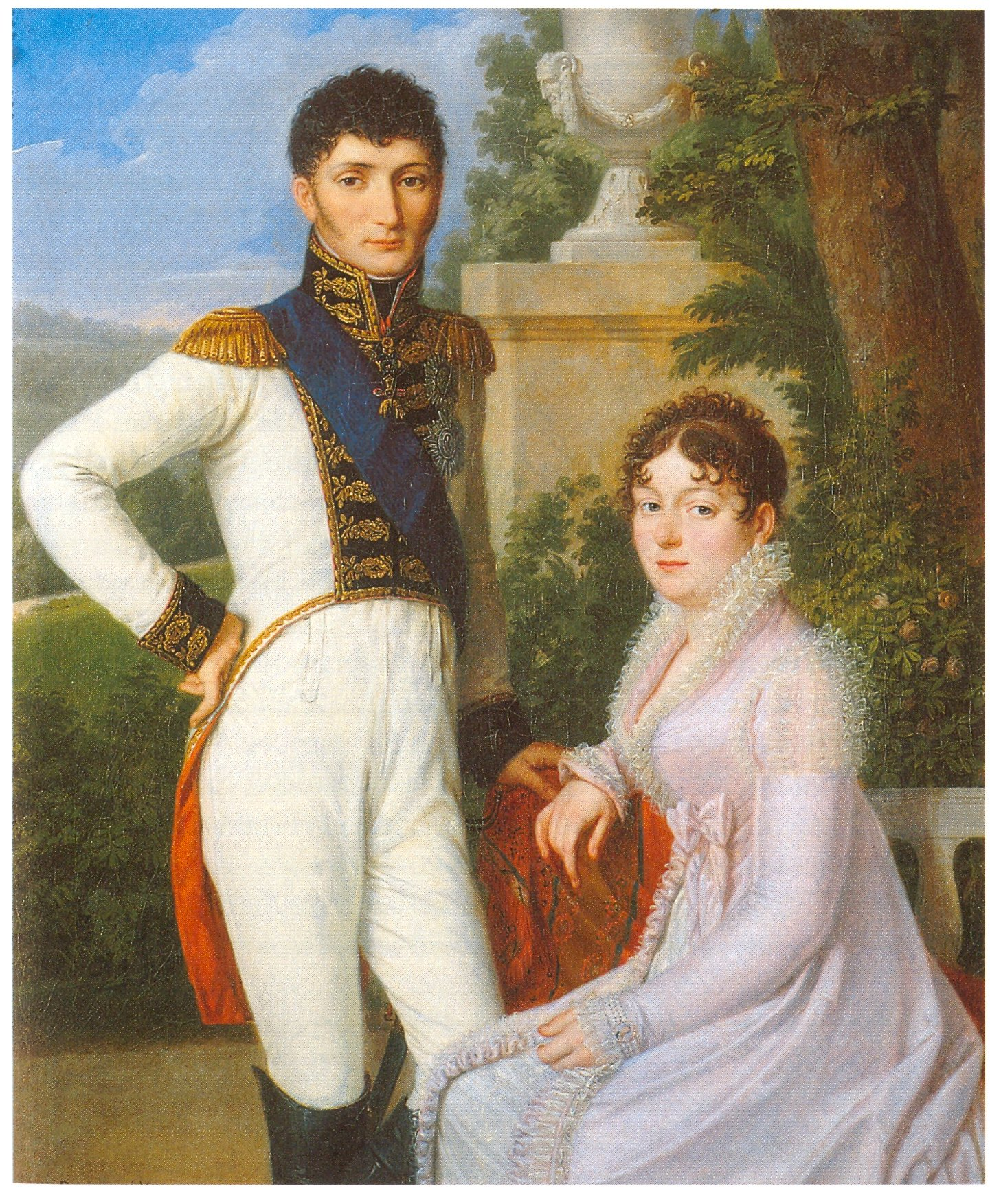
Jérôme und Katharina als König und Königin von Westphalen (1810)

Das Königreich Westphalen wurde nach dem Frieden von Tilsit von Napoleon Bonaparte per Dekret vom 18. August 1807 für seinen jüngsten Bruder Jérôme (Hieronymus) geschaffen. Hauptstadt wurde die bis dahin kurhessische Hauptstadt Kassel. Mehr als die Hälfte der Einwohner dieses neuen Staates bestand aus Untertanen ehemals preußischer Landesteile. Teilweise waren diese Gebiete allerdings erst seit 1803 preußisch gewesen. Das ehemalige Kurhessen stellte nur ein gutes Fünftel der Bevölkerung.
Das Königreich deckte sich geographisch nur teilweise mit der späteren preußischen Provinz Westfalen. Wirklich westfälische Gebiete, also mit einer westfälisch sprechenden Bevölkerung, lagen lediglich im äußersten Westen des Königreichs. Bis zu seinem Ende zählten hierzu die folgenden vorher preußischen Gebiete: die ehemaligen Fürstbistümer Paderborn und Osnabrück, die Grafschaft Ravensberg (bis 1810 vollständig) und das Fürstentum Minden. Osnabrück war zwar von 1802 bis 1806 bereits Teil von „Kurhannover“, zählte aber bis zum Untergang des Heiligen Römischen Reiches Deutscher Nation zum Niederrheinisch-Westfälischen Reichskreis.
Nach Ansicht des Landesmuseums Kassel und mancher Historiker war das neue Königreich bereits durch einen Kunstraub vorbelastet, der noch vor seiner Errichtung erfolgt war: Französische Truppen hatten sofort nach der Einnahme Kassels die wertvollsten Kunstgegenstände zwecks Ausstellung im Pariser Louvre konfisziert. Begründet wurde der Kunstraub damit, man wolle die Kunst aus privaten Fürstensammlungen befreien und der Öffentlichkeit zugänglich machen.
Westphalen war (wie das Großherzogtum Frankfurt oder das Großherzogtum Berg) als napoleonischer Musterstaat gedacht, der sich durch eine moderne Verwaltung und Justiz auszeichnen sollte. Tatsächlich wurden die Patrimonialgerichte, die Steuerfreiheit des Adels und die Leibeigenschaft abgeschafft, die Gewerbefreiheit, die Gewaltenteilung, die Gleichberechtigung der Juden, der Code civil sowie die Führung von Zivilstandsregistern und Kirchenbuchduplikaten auf die vormals nicht-preußischen Gebiete ausgedehnt.

## Territorium
Das Königreich Westphalen war aus folgenden Territorien des 1806 aufgelösten Heiligen Römischen Reiches zusammengesetzt:
- dem Kurfürstentum Hannover (preußisch besetzt);
- dem Fürstentum Braunschweig-Wolfenbüttel;
- dem auf dem linken Ufer der Elbe gelegenen Teil der Altmark (Preußen);
- dem auf dem linken Elbufer gelegenen Teil des Herzogtums Magdeburg (Preußen);
- dem Hochstift Hildesheim (Preußen);
- der Stadt Goslar (Preußen);
- dem Fürstentum Halberstadt (Preußen);
- der Grafschaft Hohnstein (Preußen);
- dem Stift und der Stadt Quedlinburg (Preußen);
- der Grafschaft Mansfeld (Preußen);
- dem Fürstentum Eichsfeld, nebst Treffurt, Mühlhausen und Nordhausen (Preußen);
- der Grafschaft Stolberg-Wernigerode (Preußen);
- den Gebieten des Kurfürstentums Hessen mitsamt der Grafschaft Schaumburg und der Herrschaft Schmalkalden, jedoch ohne die Grafschaft Hanau und die Niedergrafschaft Katzenelnbogen;
- dem Stift Corvey (Nassau-Dillenburg);
- dem Fürstentum Göttingen und dem Fürstentum Grubenhagen, nebst den Zubehörungen von Hohenstein und Elbingerode (Braunschweig-Lüneburg);
- dem Hochstift Osnabrück (Preußen);
- dem Hochstift Paderborn (Preußen);
- der Provinz Minden-Ravensberg (Preußen);
- der Grafschaft Rietberg-Kaunitz (Preußen).

Das Staatsgebiet änderte sich im Laufe der Zeit. Es umfasste im Wesentlichen das Kurfürstentum Hessen, das Fürstentum Braunschweig-Wolfenbüttel und die links der Elbe liegenden Kerngebiete der preußischen Monarchie mit deren stärkster Festung Magdeburg und der Staatsuniversität Halle. Im März 1808 erfolgte die durch den Frieden von Posen vertraglich vereinbarte Zuordnung des Amtes Gommern (Kurkreis), der Grafschaft Barby, mehrerer Ämter des sächsischen Anteils der Grafschaft Mansfeld sowie des sächsischen Anteils der Ganerbschaft Treffurt und der Vogtei Dorla vom Kurfürstentum Sachsen zum Staatsgebiet des Königreiches Westphalen. 1810 folgte das gesamte Territorium des Kurfürstentums Hannover, nicht aber das 1803 untergegangene Herzogtum Westfalen. Sein Gebiet erstreckte sich schließlich über Teile der heutigen Bundesländer Nordrhein-Westfalen, Hessen, Thüringen, Sachsen-Anhalt, Niedersachsen, Hamburg und Bremen.

## Verfassung und Gewaltenteilung

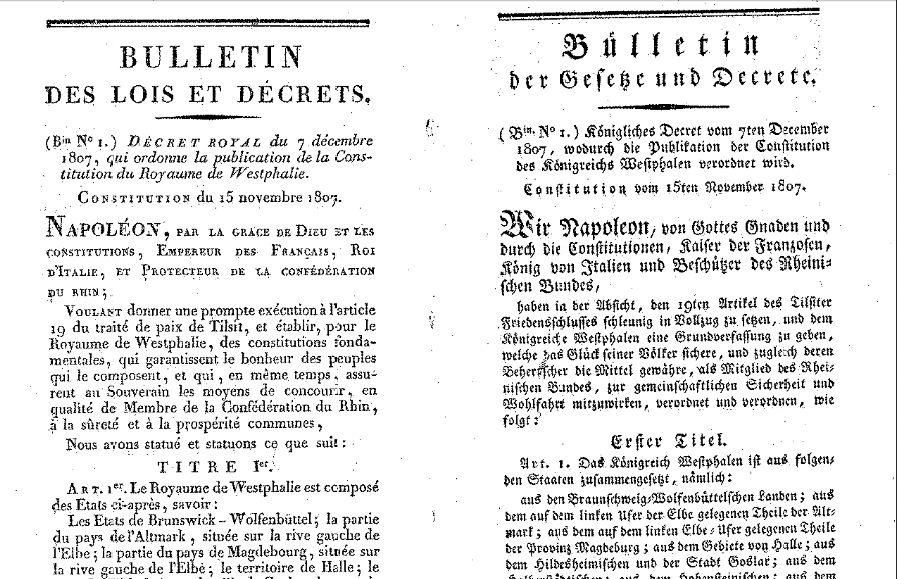
Beginn der Constitution im zweisprachigen Gesetzesbulletin, ein Mittel der Bekanntmachung an alle Bewohner

Mit der Constitution des Königreichs Westphalen vom 15. November 1807 erhielt das Land eine schriftliche Verfassung, die Jérôme einen Tag nach Ankunft in seinem neuen Königreich am 7. Dezember 1807 in Kraft setzte. Ein Komitee aus Staatsräten unter dem Vorsitz des Präsidenten der Expertenkommission für den code civil, Jean-Jacques Régis de Cambacérès, und des Staatsrates Michel Louis Étienne Regnaud de Saint-Jean d’Angély hatte diese entworfen und sich dabei z. T. an die Verfassung des Herzogtums Warschau angelehnt. Napoleon hatte den Entwurf fünf hohen Verwaltungsbeamten aus den von ihm besetzten Gebieten per Dekret vorgestellt und von ihnen diskutieren lassen, wobei aber die Bemerkungen, die sie dazu machten, ausschließlich der Kenntnisnahme am Hofe dienten, ohne dass sie etwas bewirkt hätten.
Die Verfassung schrieb die Teilung aller zentralen staatlichen Gewalt fest. Sie ernannte einen Monarchen zum Staatsoberhaupt, der aus dem Hause Bonaparte stammen und einen nach dem Agnatenrecht erblichen Titel besitzen sollte (Tit 3). Ihm zur Seite stand ein Staatsrat, der aus mindestens 15, höchstens aber 20–25 Männern bestehen durfte und der in die drei Sektionen Justizwesen und innere Angelegenheiten, Kriegswesen sowie Handel und Finanzen unterteilt war. In ihm wurden Gesetzesvorschläge und Entwürfe diskutiert, die dem König zur Bestätigung vorgelegt werden sollten. Zudem bildete er das Kassationsgericht in Fällen von Verwaltungsstreitigkeiten und höchste Appellationsinstanz für solche Fälle, die über die Kompetenzen des Appellationsgerichts zu Kassel hinausgingen. Er hatte, was die Exekutive betraf, für den König eine lediglich beratende Funktion.
Die Spitze der Exekutive bildeten vier Minister. Sie waren fachlich in folgende Ressorts getrennt:
- Das Ministerium des Justizwesens und der inneren Angelegenheiten, das sich mit der Besoldung der Beamten, der Stifts- und Wohlfahrtspflege sowie mit Polizeiangelegenheiten zu befassen hatte und dem alle Entscheidungen im Rechtsvollzug, in der Anwendung der zivilen Gesetzgebung auf die Rechtspraxis und in der Ablösung der Abgaben der Bauern bei den alten Dienstherrn zustanden.

- Das Ministerium des Kriegswesens, das in allen Fragen der Besoldung, Ausrüstung und Anstellung der Truppen zu entscheiden hatte, außerdem die Gendarmerie und die königliche Garde organisierte. Der Oberbefehlshaber der Westphälischen Truppen war der König.

- Das Ministerium der Finanzen, des Handels und des öffentlichen Schatzes, das u. a. für die Rückzahlung der hohen von Napoleon auferlegten Kriegskontribution verantwortlich war, und das über die Steuern, die freiwilligen Anleihen an die Bewohner und sonstige Einnahmen aus den Stiften, Fonds und Kassen des Königreichs verfügte.

- Der Minister-Staatssekretär, der für die äußeren Angelegenheiten des Königreichs zuständig war.

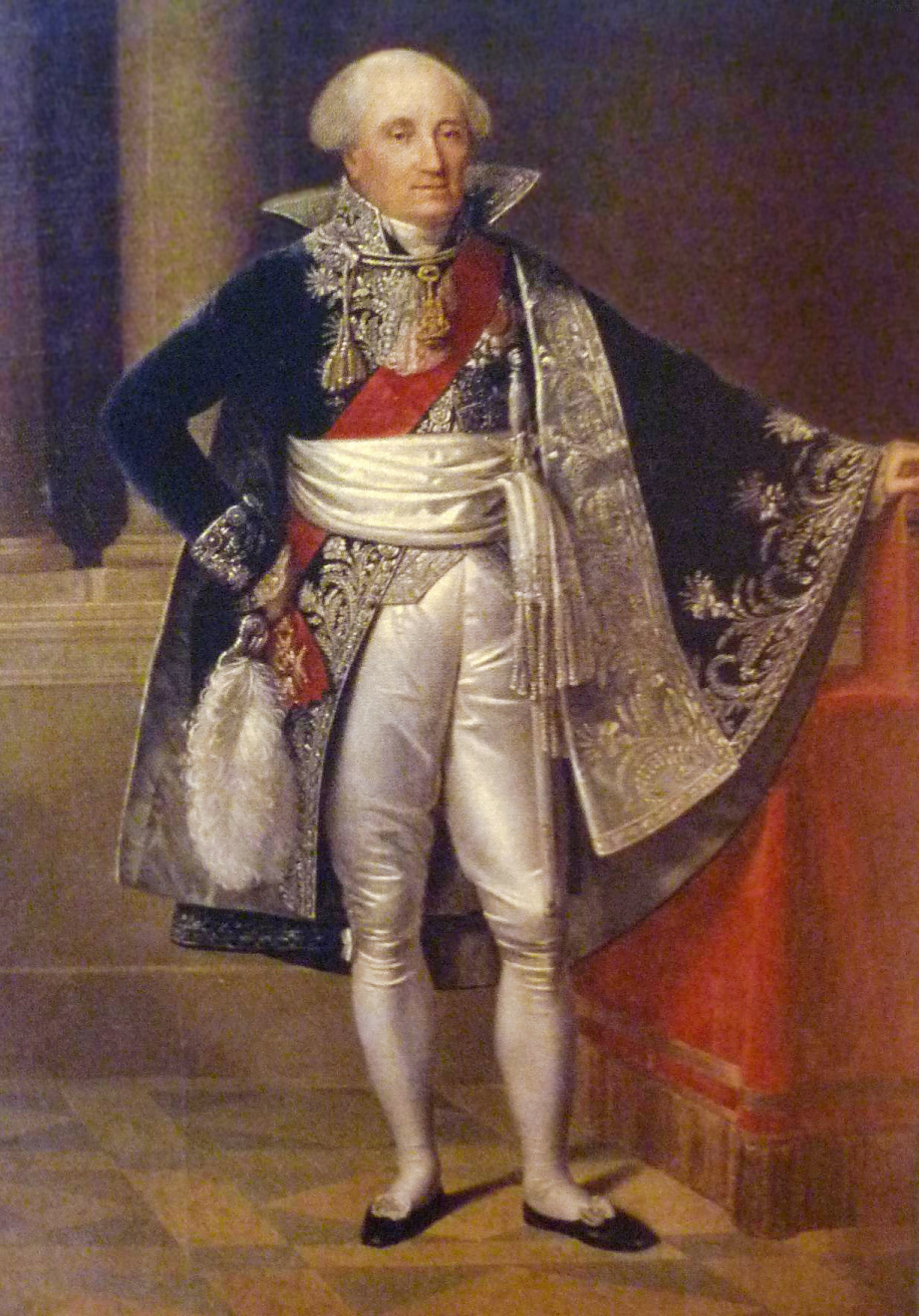
Joseph Jérôme Siméon als westphälischer Minister (1810), Privatsammlung François-Josèphe Kinson

Die Besonderheit der Leitung des Königreichs durch Fachministerien war eine bis dato unbekannte Neuerung in den Staaten des Alten Reichs. In Büros arbeiteten Angestellte nicht mehr mit einem Kollegium zusammen, sondern allein für sich und ihr Ressort. Die Ressorts bzw. Divisionen teilte allein der zuständige Minister ein. Diese hierarchische, rationale Unterteilung sorgte nicht nur für die kontrollierbare Ausbildung spezifischer Verwaltungsxpertisen, sondern auch für Schnelligkeit und Effizienz.
Die personelle Leitung der Ministerien ging an die Beamten der provisorischen Regierung über, die vom 28. August bis zum 7. Dezember 1807 in Kassel die Erhebung der Kontributionen und Steuern überwachten. Zu ihr gehörten der französische Rechtsgelehrte Joseph Jérôme Siméon, der das Ressort Inneres und Justizwesen übernahm, der Staatsrat und ehemalige Sekretär Voltaires Jacques Claude Beugnot, der sich als Minister für Handel und Finanzen das entsprechende Ministerium mit Jean-Baptiste-Moïse Jollivet, zuständig für den Staatsschatz, teilte, und der frühere Leiter für die innere Ordnung und Militärgouverneur Joseph Lagrange, der Kriegsminister wurde.
Während die letzten beiden Beamten bereits kurz nach Ankunft des Königs wieder entfernt wurden, blieben Siméon als Justizminister dauerhaft und Beugnot als Finanzminister bis März 1808 in ihren Positionen. Beugnots Nachfolger wurde nach dessen Demissionierung der frühere Magdeburger Kammerpräsident Friedrich Ludwig Victor Hans von Bülow. Außerdem wurde Siméons Ministerium noch einmal geteilt, da die Verwaltungsordnung vom 11. Januar die strenge Trennung von Justiz und Verwaltung ausdrücklich festschrieb. Das Ministerium des Inneren führte fortan der braunschweigische Beamte Gustav Anton von Wolffradt. Das Kriegsministerium erhielt nach Lagrange zuerst provisorisch Joseph Antoine Morio, der dann vom Februar bis zum Dezember 1808 das Kriegsministerium leitete. Als sein Nachfolger wurde dann für ein Jahr der französische General Jean Baptiste Eblé. Die Minister wechselten dort noch häufiger.
König Jerome Bonaparte betraute einen seiner Staatsräte, seinen ehemaligen Sekretär, Pierre Alexandre le Camus, seit 1807 Graf von Fürstenstein, mit den äußeren Angelegenheiten. Über die Besetzung seines Postens war zuvor ein Streit Napoleons mit Jerome entstanden, der zunächst seinen Günstling, den Schweizer Historiker Johannes von Müller, am 17. November 1807 zum Staatssekretär berufen hatte. Dass Müller nur neun Tage nach seiner Ankunft in Kassel von seinem Amt Abschied nehmen musste, war zum wesentlichen Teil der Hofpolitik Jeromes geschuldet. Müllers Abschied und Napoleons Ungunst darüber demonstrierten, wie eng der Hofstaat Westphalens bereits in den Anfangstagen des Staates mit den persönlichen Interessen des Monarchen verwoben war und wie sehr sich Westphalen der unmittelbaren Kontrolle Frankreichs entzog. Müller erhielt noch im März eine Versetzung auf das Generaldirektorium des öffentlichen Unterrichts, sodass er dem Staat zumindest noch ein weiteres Jahr auf einem für ihn passenderen Posten erhalten blieb.
Die Legislative wurde von der Exekutive getrennt. Gewählten Einwohnern des Königreichs wurde ein Mitspracherecht bei der Einbringung und Entscheidung über die Gesetze eingeräumt. Dabei beteiligten sich nicht nur Grundherren, sondern auch Gelehrte und Unternehmer. Die alten Ständekorporationen oder sonstige politische Körperschaften des Alten Reichs wurden aufgehoben (Tit vier, Art 11). Sie wurden bezeichnenderweise unter dem gleichen Titel abgeschafft, in dem die Aufhebung der Leibeigenschaft (Art. 13) und ein säkulares Staatsverständnis (Art 10.) festgeschrieben wurden. An die Stelle von Ständekorporationen traten die Reichsstände des Königreichs Westphalen, die nun von Kollegien aus den jeweiligen Départements gewählt wurden und sich auf Einberufung durch den König in Kassel versammelten. Wie die Verfassung war auch das westphälische „Parlament“ die erste Einrichtung ihrer Art auf dem Gebiet des ehemaligen Heiligen Römischen Reichs.
Die Reichsstände, die zum ersten Mal am 2. Juli 1808 in der Orangerie in Kassel zusammentraten, bestanden aus 100 gewählten Mitgliedern, unter denen jeweils 70 Gutsbesitzer, 15 Kaufleute und Fabrikanten und 15 Gelehrte und sonst verdiente Bürger waren. Sie genehmigten den Etat und beratschlagten vom Staatsrat eingebrachte Gesetzesvorschläge. Ein wichtiger Unterschied zu späteren gewählten Parlamenten war die parlamentarische Praxis, die sich an die Versammlungen des französischen Corps législatif anlehnte. Gesetze mussten grundsätzlich in Ausschüssen und Kommissionen beraten werden und konnten dann erst durch einen Hauptredner der jeweiligen Kommission in den Plenarsitzungen zustimmend oder abschlägig kommentiert werden. Wenigstens die Sitzungsperioden waren öffentlich und das, was diskutiert wurde, transparent. Auch die Abstimmungen der Reichsstände waren mehr oder weniger im Vorhinein durchgeplant und einkalkuliert. Ein Gesetzesvorschlag durfte pro Sitzungsperiode abgelehnt werden. Im Jahr 1808 fiel das Grundsteuergesetz zur gleichen Besteuerung der Einwohner, im Jahr 1810 das Stempelsteuergesetz des Königreichs durch. Der König hatte sich zwar an die Abstimmungsergebnisse zu halten, konnte jedoch jederzeit außerhalb der Sitzungen außerordentliche Dekrete erlassen und damit die Entscheidungen der Stände hinfällig machen.
Aufgrund dieser Praxis bewertete die deutsche Geschichtsschreibung die Reichsstände lange Zeit sehr negativ. Der Verfassungshistoriker Ernst Rudolf Huber nannte sie Scheinkonstitutionalismus und der Historiker Helmut Stubbe da Luz schrieb von „politische[r] Sandkiste“. Der Historiker Herbert Obenaus wollte trotz der Anerkennung der konstitutionellen Neuerungen und des Wandels des alten Ständegedankens in den 1970er Jahren den Reichsständen nicht den Status eines tatsächlichen Parlaments zugestehen. Allerdings verwies Obenaus, wie auch die neuere Forschung zum Königreich, auf die politischen Spielräume und Einstellungen des Parlaments. Wie auch der Charakter der ganzen Festpraxis und Symbolkultur des Königreichs sollte die Bezeichnung „Reichsstände“ eine Brücke schlagen zwischen den Traditionen eines altfeudalen Ständesystems und moderner konstitutioneller Interessenvertretung. Hatten die Reichsstände auch keine erstinstanzlichen Machtbefugnisse im Sinne einer konstitutionellen Gewaltenteilung, so sorgten sie doch für das Bewusstsein, dass eine gewählte Interessenvertretung einer demokratischen Idee folgte.
Der Historiker Stefan Brakensiek sah z. B. Ansatzpunkte der (wenigstens symbolischen) Einflussnahme besonders in Finanzfragen, wie bei der Grundsteuer 1808, weil diese zu den wichtigen und staatstragenden Fragen des Königreichs gehörten. Auch Stubbe da Luz konzedierte, dass sich trotz der nicht vorhandenen konstitutionellen Macht aus der Einflussnahme bei empfindlichen Fragen der Westphälischen Politik ein dauerhafter Machtzuwachs der Reichsstände hätte ergeben können.
Die Bürgerrechte der Verfassung waren charakteristisch für den Export der Französischen Revolution durch Bonaparte. Unter dem König waren die Untertanen gleich vor dem Gesetz (Art. 10). Die Adels-Privilegien (Art. 12) und die Leibeigenschaft (Art. 13) waren aufgehoben, und Artikel 45 führte den Code Napoleon ein.

## Verwaltungsgliederung

Das Königreich Westphalen im Rheinbund 1808. Anfang 1810 kam kurzzeitig das gesamte ehemalige Kurfürstentum Hannover (ohne Lauenburg) hinzu

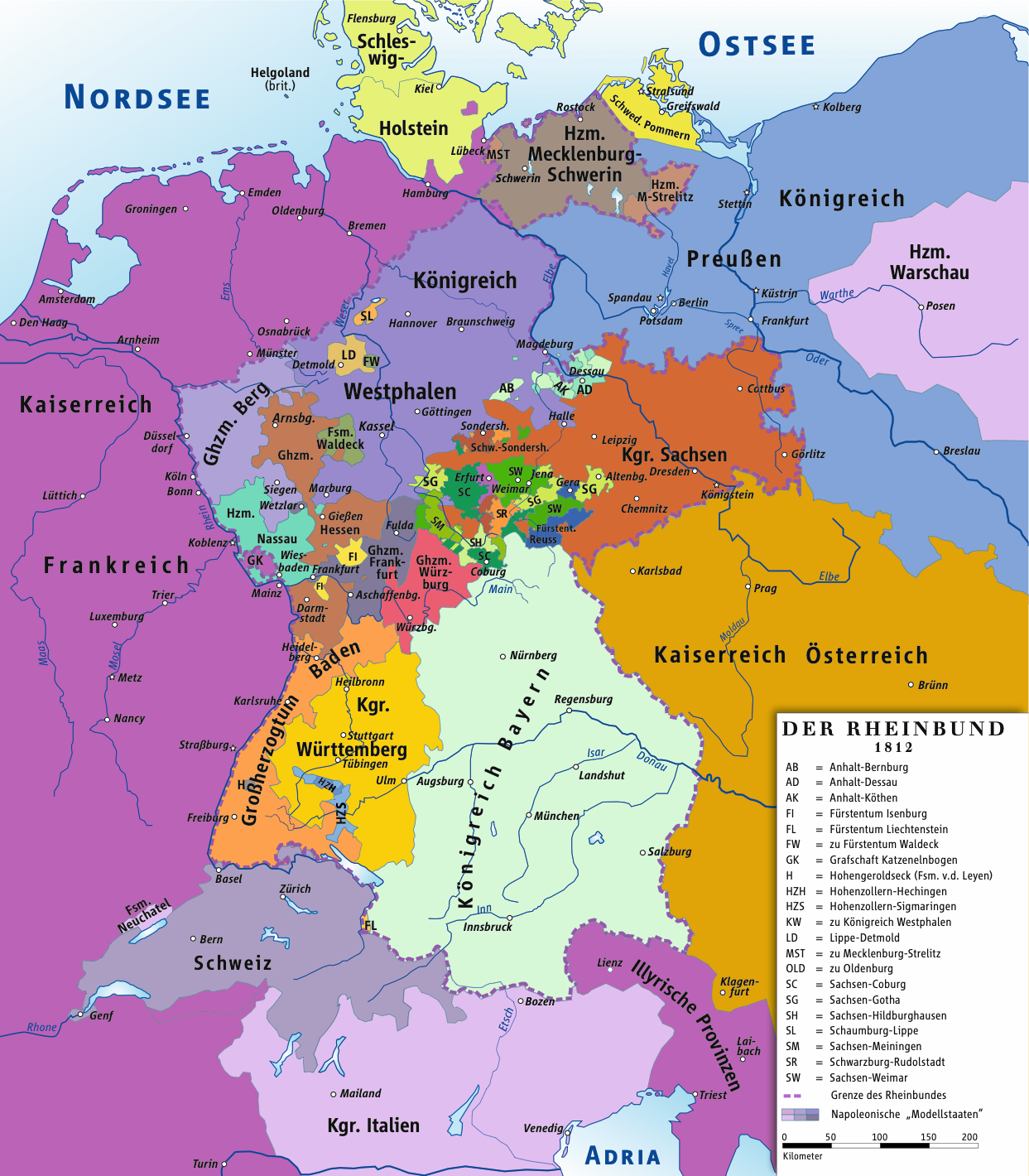
Das Königreich Westphalen im Rheinbund 1812. Ende 1810 waren Osnabrück und die Nordseeküste an Frankreich abgetreten worden.

### Territoriale Organisation

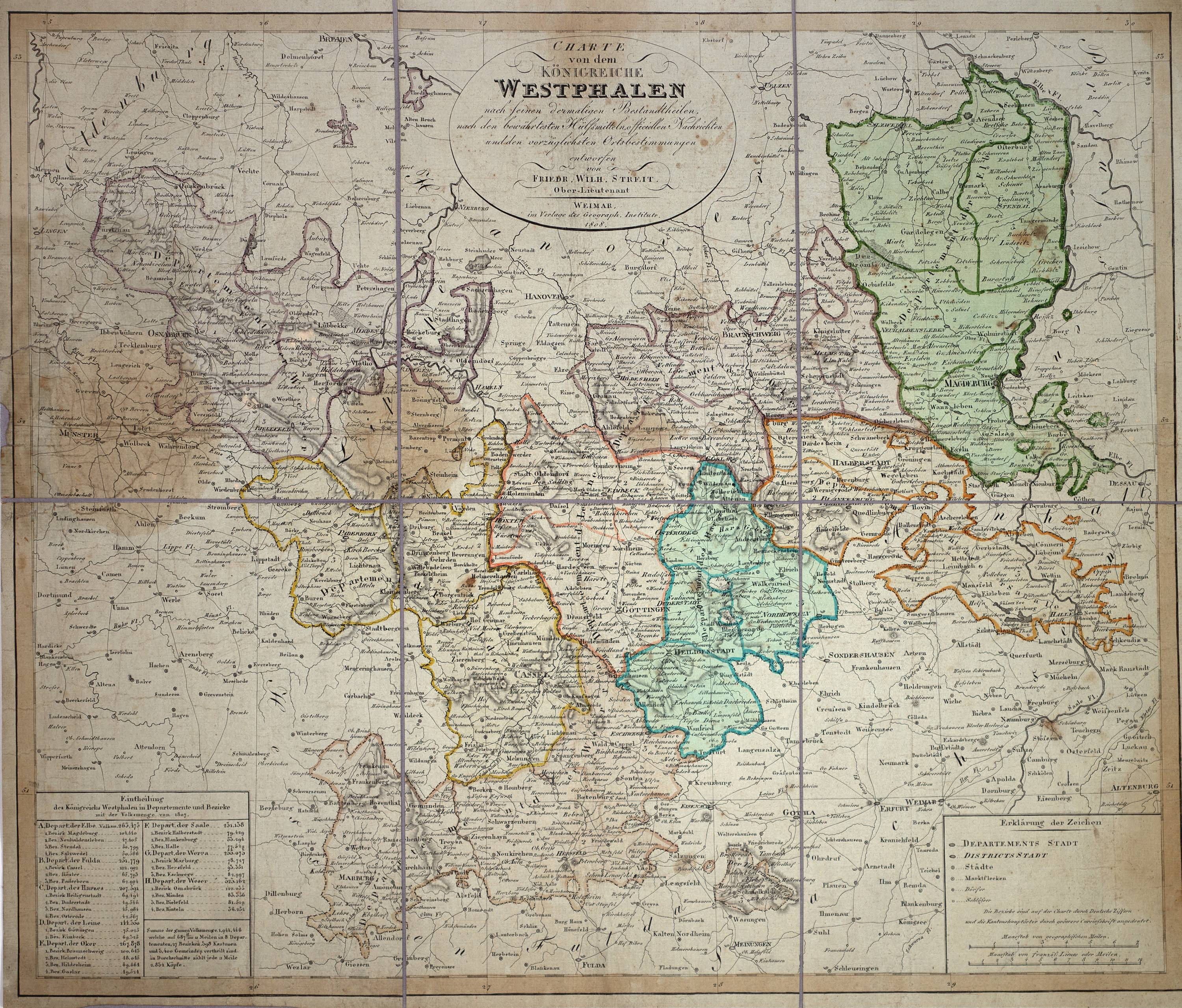
Karte des Königreiches Westphalen von Friedrich Wilhelm Streit (1808, Hessisches Staatsarchiv Marburg)

Das Königreich Westphalen wurde nach französischem Vorbild in Départements, die Départements in Distrikte (Districts), diese in Kantone und die wieder in Munizipalitäten eingeteilt. Eine Ausnahme bildete ab 1812 der Distrikt Bielefeld, in der jeder Kanton nur eine Munizipalität hatte.
- In jedem Département gab es einen Präfekten (Préfet) und einen Generalsekretär der Präfektur, einen Präfekturrat (Conseil de préfecture) für strittige Sachen und einen General-Départementsrat.
- Der Distrikt (Arrondissement) wurde durch einen Unterpräfekten (Sous-Préfet) verwaltet. Jeder Distrikt hatte einen Unterpräfektur- oder Distriktsrat. Der Begriff „Arrondissement“ wurde in Westphalen kaum benutzt.
- Jede Munizipalität wurde von einem Bürgermeister (Maire) und dem Gemeinderat (Conseil municipal) geleitet.

Diese Verwaltungseinheiten deckten sich in der Regel nicht mit den vorherigen Provinzen, Kreisen und Gerichtsbezirken. Um den Bruch mit der Vergangenheit zu unterstreichen, wurden zum Beispiel die Départements nach Flüssen oder Gebirgen benannt. Es ging dabei offenbar auch gerade um die Zerstückelung der ehemaligen Amtsbezirke und Patrimonialgerichte.
Abweichend vom französischen Modell wurden am Ende des Jahres 1809 in den Kantonen, die hauptsächlich die Bezirke der Friedensrichter waren, auch Maires ernannt, die die Arbeit der Bürgermeister der Kommunen anleiten sollten. Diese „Maires de canton“ wurden aber in einigen Regionen von Adligen besetzt, die Druck auf die dienstpflichtigen Bauern ausüben wollten. Im Jahre 1807 bestand das Königreich aus acht Départements (→ Liste der Départements im Königreich Westphalen), im Jahre 1810 kamen noch die Départements der Aller (Hauptstadt Hannover), der Elbe- und Weser-Mündung (Hauptstadt Stade) und der Niederelbe (Hauptstadt Lüneburg) hinzu.
Die Größe der Räte in den Départements und Kommunen war unterschiedlich. Während in den Elbe-, Fulda-, Oker-, Werra- und Weser-Départements der Präfekturrat aus 24 Mitgliedern zu bestehen hatte, waren im Harz-, Leine- und Saale-Départements drei und im General-Departementsrat 16 Mitglieder vorgeschrieben. Die Räte sollten alle zwei Jahre neu besetzt werden. Neben der Verwaltungsordnung gab es noch ein Départements-Kollegium für je 200 bis 1000 Einwohner. Ihre Mitglieder wurden vom König ernannt und aus einem Sechstel der Höchstbesteuerten, einem Sechstel der reichsten Kaufleute und einem Sechstel der Gelehrten und Künstler gebildet. Diese Départements-Kollegien sollten die Friedensrichter wählen und die Mitglieder der Munizipalräte vorschlagen. Faktisch wurden diese Kollegien, in denen viele Repräsentanten der alten Eliten vertreten waren, aber nach 1808 von der Regierung übergangen. Der König ernannte später sowohl die Friedensrichter als auch die Munizipalräte per Dekret.
Entwicklung seit 1810
Im Januar 1810 wurde das Kurfürstentum Braunschweig-Lüneburg mit Ausnahme des Herzogtums Sachsen-Lauenburg integraler Teil von Westphalen. Am 13. Dezember des Jahres musste es einen Großteil des Weser-Départements einschließlich der Hauptstadt Osnabrück an das französische Kaiserreich abtreten, welches sich zudem weite Teile Nordwestdeutschlands (etwa einer Linie von der Lippemündung bis Lübeck folgend) einverleibte, um so die Kontinentalsperre gegen Großbritannien zu verstärken. Die Auflösung der Départements der Elbe- und Wesermündung und der Niederelbe erfolgte offiziell am 1. Januar 1811; die dem Königreich verbliebenen Teile wurden den Départements der Aller und Fulda zugeschlagen.

### Justizverfassung
Am 1. Januar 1808 wurde das bürgerliche Gesetzbuch (Code Napóleon) im Königreich eingeführt. Vor einem Appellationsgericht konnte gegen die Obrigkeit geklagt werden. Die Urteile wurden im Namen des Königs ausgesprochen. Die Militär-Konskription war Grundgesetz des Königreichs.

### Generaldirektorien und geistliche Verwaltung
Mit der Zeit erhielt das Königreich eine Reihe von Generaldirektorien, die zwar hierarchisch unter den Ministerien standen, aber selbstständige Behörden waren.
| Direktorium                                                                                | Gründung           | Leiter | Ressort |
| ------------------------------------------------------------------------------------------ | ------------------ | --- | --- |
| Generaldirektorium des öffentlichen Unterrichts                                            | 21. Januar 1808    | Johannes von Müller Justus Christoph Leist (ab Juni 1809)                                                        | Verwaltung der westphälischen Schulen, Lyceen, Akademien und höheren Bildungseinrichtungen; in den Départements konkurrierend mit dem Ressort des Unterrichtswesens der Präfekten, seit 1809 verstärkt in Auseinandersetzung mit der Universität Göttingen wegen Einschränkung der Landsmannschaften; Verwaltung der Universitäten Göttingen, Halle, Marburg, Rinteln (1810 geschlossen) und Helmstedt (1810 geschlossen); Jahresetat, 30.000 Francs,                                                              |
| Generaldirektorium der hohen Polizei                                                       | 18. September 1808 | Joseph Legras de Bercagny Jean-François Marie de Bongard (ab April 1812)                                         | Zentralbehörde der staatlichen Polizei. Unmittelbare Kontrolle der entlegenen Provinzen im Königreich, konkurrierte seit Dezember 1808 in den Départements mit den Generalkommissaren der hohen Polizei, die zur Überwachung der Zivilverwaltung, später auch der Bevölkerung eingesetzt waren. Aufgaben u. a. Ermittlung bei Unruhen und Revolten, Zensur und regelmäßige Berichterstattung über auffällige Vorfälle und Personen in den einzelnen Départements, Spionage von Amtsträgern und in der Bevölkerung. |
| Generaldirektorium der Post                                                                | 11. Februar 1808   | Alexis Jean François Pothau                                                                                      | Hatte mit Ausnahme von einer Meile um Magdeburg das unumschränkte Auslieferungsmonopol der Briefe und Pakete im Königreich, unterstand dem Finanzministerium |
| Generalamortisationskasse                                                                  | 14. Juli 1808      | Karl August von Malchus Karl-Otto von der Malsburg (ab Juni 1809) Louis André Pichon (ab 1811) Dupleix (ab 1812) | Tilgung der Schulden beim Kaiserreich Frankreich, anfangs durch den Finanzminister von Bülow für Staatsausgaben verwendet, nach Kritik französischer Gesandter in Paris und des Kassendirektors Malchus ab 1811 unter Pichon neu organisiert. Aufgaben u. a. Verwaltung von Stifts- und Korporationsvermögen nach Auflösung der Klöster und Konvente im Jahr 1811. Am 1. Januar 1812 mit dem öffentlichen Schatz zur Generalintendanz des öffentlichen Schatzes vereint                                            |
| Generaldirektorium des öffentlichen Schatzes                                               | 17. November 1808  | Karl-Otto von der Malsburg Philipp von Pestel (ab Oktober 1809) Karl-Otto von der Malsburg (ab 1811)             | |
| Generaldirektorium der direkten Steuern                                                    | 19. März 1808      | Karl August von Malchus (bis 1811)                                                                               | |
| Generaldirektorium der indirekten Steuern                                                  | 5. Dezember 1808   | Justus von Schmidt-Phiseldeck (ab 1811)                                                                          | |
| Generaldirektorium der Domänen, Forsten und Gewässer                                       | 29. März 1808      | Friedrich Ludwig von Witzleben Karl Wasmuth von Wintzingerode (ab 1811 nur Domänen)                              | |
| Generaldirektorium der Berg-, Hütten- und Salzwerke, der Münzen, der Brücken und Chausseen | 27. Januar 1809    | Antoine-Marie Héron de Villefosse                                                                                | |

Jedes Direktorium unterhielt eigene Unterabteilungen in jedem Département.

## Abschaffung der Zünfte

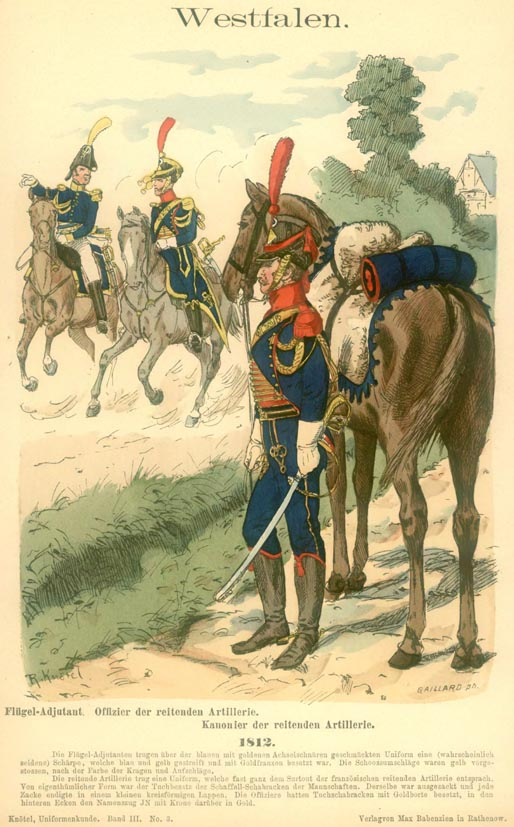
Westphälische Berittene Artillerie 1812

Durch den Wegfall der Zünfte ab 1809 und das Wachstum des königlichen Hofstaates entwickelten sich Handwerk und Gewerbe zunächst in der Residenzstadt Kassel. Einige regionale Gewerbezweige, wie das Tuchmacherwesen, die Uniformschneiderei oder die Brennerei, wie z. B. im Distrikt Nordhausen, blühten ebenso auf. Die wirtschaftliche Entwicklung hing jedoch stark von der regionalen Konjunkturentwicklung und den sozialen Verhältnissen der einzelnen Landesteile ab.

## Militär

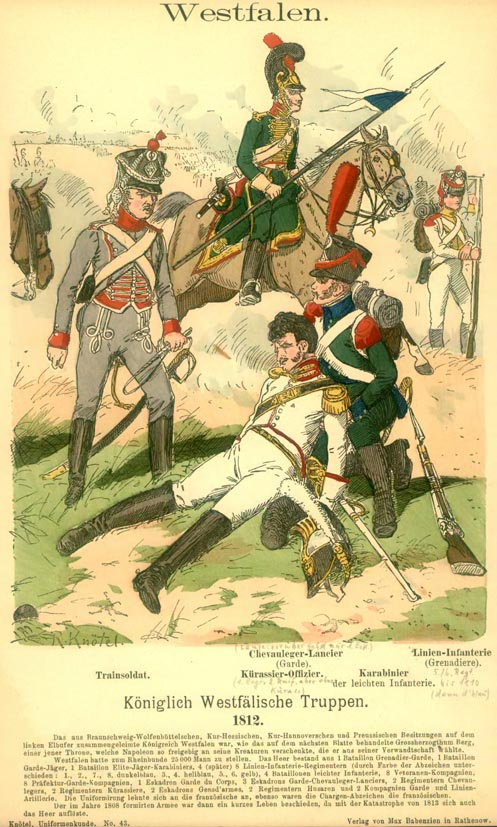
Westphälische Truppen 1812

Die Landesgrenzen und damit die Einwohnerzahl des Königreichs änderten sich mehrmals (1807: fast 2 Millionen, 1810: über 2,6 Millionen, 1811: über 2 Millionen). Es musste dem Rheinbund ein Kontingent von 25.000 Soldaten stellen, was nur durch eine Wehrpflicht auf Basis der Konskription für alle 20- bis 25-jährigen Männer zu leisten war. Vermögende konnten sich durch Einsteher vertreten lassen, mussten sich zuvor aber, anders als in Frankreich, bei der Staatskasse freikaufen. Die westphälische Armee bestand im Jahr 1808 aus den königlichen Garden zu Fuß und zu Pferd, etwa 4.000 Mann, der Gendarmerie, einem Artillerieregiment, 8 Linieninfanterieregimentern, 4 leichten Bataillonen, 6 Kavallerieregimentern, 6 Veteranen- und 8 Departementskompanien, im Ganzen mehr als 30.000 Mann. Die westphälische Hauptfestung war Magdeburg an der Elbe.
Die Organisation der Armee nahm sich jene des Kaiserreichs Frankreich zum Vorbild. In jedem Departement wurde ein kommandierender General berufen und am 28. Februar 1808 Joseph Antoine Morio zum Kriegsminister ernannt, doch blieb er dieses nur bis in den November, als er mit einer 6000 Mann starken Division nach Spanien gesandt wurde. An seine Stelle trat der französische Général de division Jean Baptiste Eblé. Auch weitere Führungspositionen in der Armee wurden von Stabsoffizieren eingenommen, die zuvor in den französischen Streitkräften Karriere gemacht hatten. Das Gros der Truppenoffiziere bildeten wiederum Militärs aus den hessischen, hannoverschen und braunschweigischen Einheiten der Vorgängerstaaten des Königreichs.
Westphälische Divisionen schlugen 1809 in Spanien und in Deutschland (u. a. Dörnberg-Aufstand) Aufstände nieder. 1812 wurde die ganze westphälische Armee mobil gemacht und brach im Frühjahr nach Polen auf, um dort das achte Korps der Grande Armée zu bilden, welches der König selbst und unter ihm der General Vandamme, später General Junot befehligte. Beim Russlandfeldzug 1812 kämpften 28.000 Westphalen; weniger als 1000 kehrten zurück.
Ab dem Frühjahr 1813 wurde eine neue westphälische Armee aufgebaut. Kassel wurde am 1. Oktober 1813 von russischen Truppen eingenommen. Nach der blutigen Völkerschlacht bei Leipzig (16. bis 19. Oktober 1813) und dem Rückzug Napoleons lösten sich die Truppen des Königreichs Westphalen auf.

## Anspruch und Wirklichkeit
Die Reformen waren nur begrenzt erfolgreich, da der ständige Geld- und Menschenbedarf für die napoléonischen Kriege das Land wirtschaftlich ausbluten ließ. Die Finanzen des Königreiches wurden durch ständige Kontributionen an Frankreich zerrüttet. Zudem überließ Napoleon gegen den Willen reformorientierter Minister und Jeromes einen Großteil der einst steuerpflichtigen Güter französischen Offizieren als Apanagen. Für die Verwaltung dieser Dotationsdomänen setzte Napoleon nicht nur eine eigene Kommission ein, sondern sorgte im Zweifel sogar dafür, dass dort die Westphälischen Untertanenrechte gar nicht erst in Kraft traten. Gebiete mit reformierten Eigentumsrechten, abgeschafften Bannen und Gerechtigkeiten lagen direkt neben Orten und Ländereien, an denen ebendiese patrimonialen Privilegien weiterhin galten. Infolge der zerrütteten Finanzen und eines drohenden Staatsbankrotts kam es zur Ausgabe von Zwangsanleihen, den Obligationen des Königreichs Westphalen. Die Rolle der finanziellen und militärischen Belastungen wird allerdings durch neuere Studien relativiert und anders eingeschätzt.
Die starke finanzielle Belastung des Staatshaushalts war zwar ein Problem vieler Staaten dieser kriegerischen Zeit, gehörte allerdings auch zu jenen Herausforderungen, die zur Modernisierung zwangen. Die Finanznot des Königreichs Westphalen beschleunigte die Säkularisation der Kirchengüter, die von reichen Bürgern wie dem Magdeburger Kaufmann Nathusius erworben wurden, der als ein Pionier der deutschen Industrie gilt. Davon abgesehen, vereinheitlichte der westphälische Staat schrittweise das Steuersystem in den vorher sehr unterschiedlich verfassten Landesteilen. Gerade in vielen ehemals preußischen Gebieten wurde die westphälische Verbrauchssteuer als wesentlich geringer und weniger drückend empfunden als die vorherige Akzise. Die Grundsteuer, die auf den Einkünften von Grund und Boden lastete, wurde nun auch von den ehemals steuerbefreiten adligen Standesherren verlangt.
Die Versuche der ehemals Privilegierten, sich einer ihren Einkünften entsprechenden Besteuerung zu entziehen, scheiterten meist an der Effizienz der westphälischen Finanzverwaltung, die sich auf die Unterstützung breiter Kreise der Bevölkerung bei der Abschätzung des tatsächlichen steuerbaren Einkommens der Betreffenden stützen konnte. Im Rahmen einer großen 1811 und 1812 durchgeführten Neueinschätzung der Steuerbeträge erhöhte sich die Grundsteuer vieler adliger Güter noch, während sie in Regionen, wo die Besteuerung in vorwestphälischer Zeit schwer war, bei vorher nicht befreiten Bürgern sogar sank, wie in der Altmark. Vorher gering besteuerte Provinzen hatten meist eine mäßige Erhöhung zu verzeichnen. Der Anteil der Grundsteuer an den Einkünften durfte laut der Verfassung 20 % nicht übersteigen. Die von früheren Historikern geschätzten Anteile des weggesteuerten Einkommens aller Steuerarten werden heute als übertrieben angesehen. Die als unbarmherzig geltende westphälische Finanzverwaltung verdankt ihr Bild in der Geschichte zum Teil der kritiklosen Übernahme der Zeugnisse der ehemals privilegierten Standesherren.
Bespitzelung und polizeistaatliche Unterdrückung sollten die Bürger, die die neuen Herrscher zum Teil erbittert ablehnten, zur Raison bringen. In Kurhessen kam es bereits seit 1806/07 wiederholt zu Aufständen der Bevölkerung und Widerstandshandlungen in den verschiedensten Orten. Diese Aufstände richteten sich hauptsächlich gegen die Konskription, die zuvor weitgehend unbekannte allgemeine Wehrpflicht. Der Aufstand von 1809 unter Führung von Wilhelm Freiherr von Dörnberg war die umfangreichste dieser Erhebungen. Im gleichen Jahr versuchte auch Friedrich Wilhelm von Braunschweig, das Herzogtum seines Vaters zurückzuerobern. Die Bevölkerung schloss sich jedoch seiner Schwarzen Schar nicht an, u. a. weil König Jerome mit Katharina von Württemberg eine Enkelin des alten Herzogs geheiratet und sich zusätzliche Legitimation verschafft hatte.
Die Resonanz des neuen Staates bei der Bevölkerung war regional und lokal unterschiedlich. Nicht in jeder Region stießen alle Reformen auf Gegenliebe. Die negative Reaktion vieler Einwohner Kurhessens scheint sich deutlich von jener der ehemaligen Preußen abzuheben, die recht bereitwillig Einrichtungen des neuen Staats akzeptierten. Eine andere Entwicklung nahmen indes Gebiete mit religiöser Diaspora. Durch die Zusammenlegung von Verwaltungsgebieten unterschiedlicher Konfession kam es immer wieder zu verschiedenartigen Vorstellungen der Einwohner über gerechtes Verwaltungshandeln. Konflikte, die so häufig nicht gewalttätig zu Tage traten und auf den ersten Blick keine überregionale Wirkung entfalteten, sorgten gebietsweise für komplett andere Einstellungen der Bevölkerung zum Staat und für eine eigene Entwicklung in die Moderne. Deutlich zeigte sich das in katholischen Enklaven in sonst protestantischen Gebieten, wie in dem ehemals kurmainzischen Fürstentum Eichsfeld. Hier sahen es die Bürger zunehmend als Aufgabe des Staates an, ihre Rechte auf Mitbestimmung an der Liturgie und der Priesterwahl zu vertreten und zu schützen.

## Orden der Westphälischen Krone

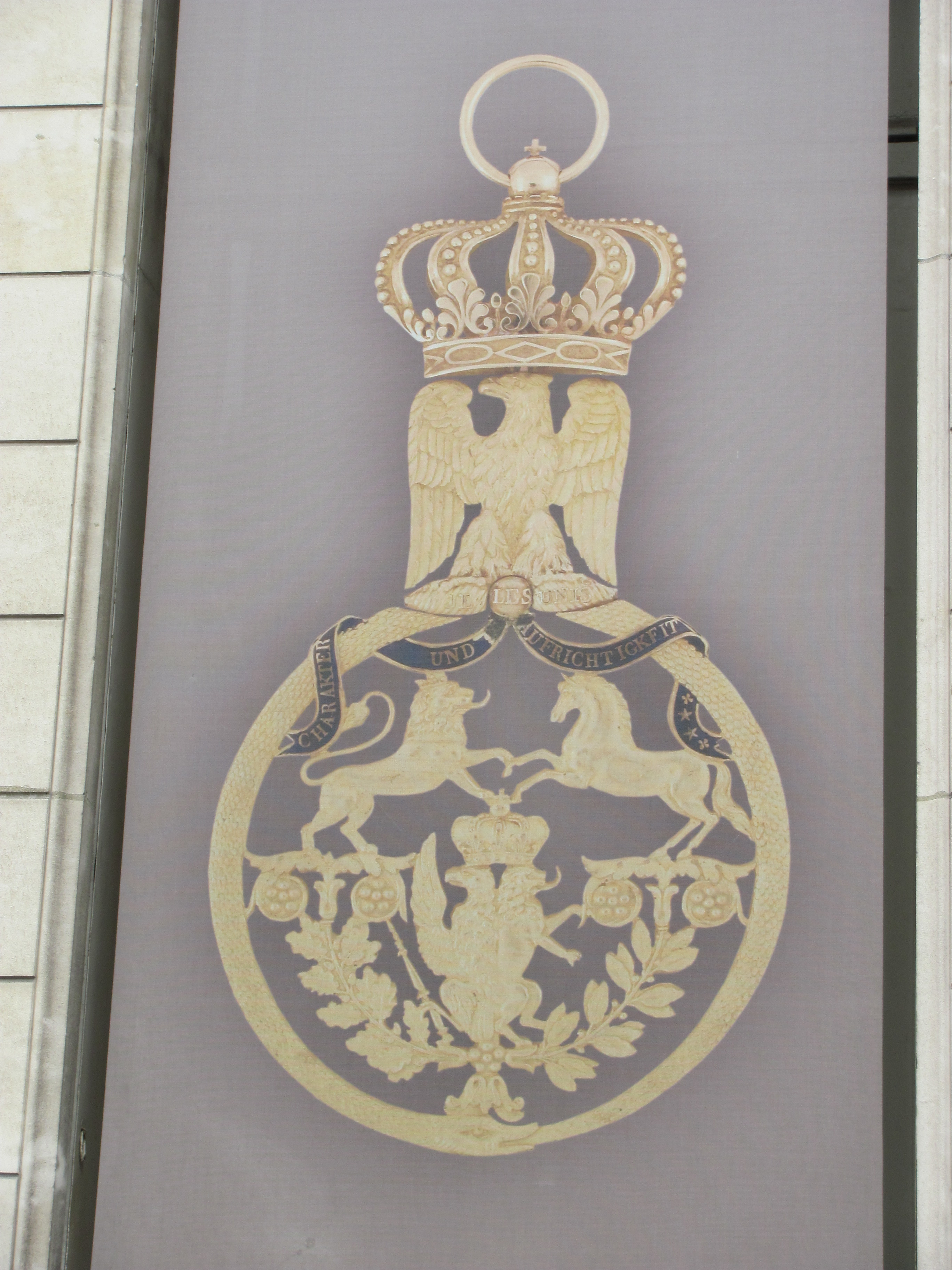
Orden der Krone des Königreichs Westphalen

Am 25. Dezember 1809 stiftete Jerome Napoleon (so der offizielle Königsname) in Paris einen „Orden der Westphälischen Krone“.

## Ende des Königreiches
Nach der Völkerschlacht bei Leipzig (1813) löste sich das Königreich Westphalen auf. Am 28. September 1813 standen Kosaken vor Kassel, die am 1. Oktober unter Alexander Tschernyschow die Stadt einnahmen und das Königreich für aufgelöst erklärten. Als die Stadt nach nur vier Tagen von den Kosaken verlassen worden war, wurde sie erneut von französischen Truppen besetzt, und Jérôme kehrte am 16. Oktober letztmals zurück, um Kassel zehn Tage später endgültig zu räumen. Wenig später rückten der kurhessische Kurprinz Wilhelm und ein russisches Korps in die Stadt ein. Mit dem Einzug von Kurfürst Wilhelm I., der erst am 21. November erfolgte, wurde schließlich die Restauration eingeleitet.
Zeitgenössische Quellen verzeichnen vielerorts „Jubel“, mit dem die Kosaken von der Bevölkerung begrüßt worden seien. Vereinzelt berichten sie auch von Ausschreitungen, die sich teils gegen ehemalige Maires (Bürgermeister der westphälischen Zeit) richteten, teils auch gegen die unter westphälischer Herrschaft emanzipierten Juden. Die von französischen Truppen besetzte Festung Magdeburg kapitulierte erst im Mai 1814, nach der Abdankung Napoleons. Dementsprechend blieb die westphälische Verwaltung dort auch bis zu diesem Zeitpunkt bestehen.